# Eleazar de Carvalho
Pour les articles homonymes, voir Carvalho.
Eleazar de Carvalho (né le 28 juin 1912 à Iguatu, Ceará et mort le 12 septembre 1996, São Paulo) était un chef d'orchestre et compositeur brésilien. 

## Biographie
Les parents de De Carvalho étaient Manuel Alfonso de Carvalho et Dalila Mendonça. Il a étudié aux États-Unis avec Serge Koussevitzky au Berkshire Music Center, puis est devenu assistant chef d'orchestre de Koussevitzky, en même temps que Leonard Bernstein. Il a obtenu un doctorat en musique de l'Université d'État de Washington en 1963. 
Au Brésil, il a occupé des postes de direction à l'Orquestra Sinfônica Brasileira de Rio de Janeiro, à l'Orchestre symphonique de l'État de São Paulo, à l'Orquestra Sinfônica do Recife, à l'Orquestra Sinfônica da Paraiba et également à l'Orquestra Sinfônica de Porto Alegre. Aux États-Unis, son poste principal est celui de directeur musical de l'Orchestre symphonique de Saint-Louis (SLSO), de 1963 à 1968. Pendant son mandat à Saint Louis, il a été considéré comme un champion de la musique contemporaine. Il a également dirigé les premières représentations de The Rite of Spring d'Igor Stravinsky, de Missa solemnis de Ludwig van Beethoven et de la Grande messe des morts d'Hector Berlioz.
De Carvalho a enseigné à l'Université Hofstra et à la Juilliard School of Music. En 1987, il rejoint la faculté de musique de l'Université Yale en tant que professeur et chef d'orchestre. Il est devenu professeur émérite à Yale en 1994. De Carvalho a enseigné à des chefs tels que Claudio Abbado, Charles Dutoit, Zubin Mehta, Gustav Meier, Seiji Ozawa, José Serebrier et David Zinman. 
De Carvalho était marié à Jocy de Oliveira et avait un fils, Eleazar de Carvalho Filho, aujourd'hui économiste de renom. Plus tard, il s'est remarié avec Sonia Muniz de Carvalho. Ils ont eu un fils, Sergei et une fille, Claudia. 